# Jennifer Mundel
Pour les articles homonymes, voir Mundel et Reinbold.
Jennifer Mundel (née le 20 janvier 1962) est une joueuse de tennis sud-africaine, professionnelle dans les années 1980. Elle est aussi connue sous son nom de femme mariée, Jennifer Mundel-Reinbold.
En 1983, issue des qualifications, elle a joué les quarts de finale à Wimbledon (battue par Martina Navrátilová), sa meilleure performance en simple dans une épreuve du Grand Chelem. 

## Palmarès

### Titre en simple dames
| No | Date       | Nom et lieu du tournoi            | Catégorie | Dotation | Surface    | Finaliste        | Score    |          |
| -- | ---------- | --------------------------------- | --------- | -------- | ---------- | ---------------- | -------- | -------- |
| 1  | 26-09-1983 | Ginny of Bakersfield, Bakersfield |           | 50 000 $ | Dur (ext.) | Julie Harrington | 6-4, 6-1 | Parcours |

### Finale en simple dames
Aucune

### Titre en double dames
Aucun

### Finales en double dames
| No | Date       | Nom et lieu du tournoi                      | Catégorie   | Dotation | Surface         | Vainqueures                     | Partenaire          | Score         |          |
| -- | ---------- | ------------------------------------------- | ----------- | -------- | --------------- | ------------------------------- | ------------------- | ------------- | -------- |
| 1  | 01-11-1982 | Seiko Classic Hong Kong                     | Series 2    | 50 000 $ | Terre (ext.)    | Laura duPont Alycia Moulton     | Yvonne Vermaak      | 6-2, 4-6, 7-5 | Parcours |
| 2  | 24-09-1984 | Ginny of Richmond Richmond                  | VS Tour C1+ | 50 000 $ | Dur (ext.)      | Elizabeth Minter Joanne Russell | Felicia Raschiatore | 6-4, 3-6, 7-6 | Parcours |
| 3  | 04-03-1985 | Virginia Slims of Indianapolis Indianapolis |             | 75 000 $ | Moquette (int.) | Elise Burgin Kathleen Horvath   | Molly Van Nostrand  | 6-4, 6-1      | Parcours |

## Parcours en Grand Chelem

### En simple dames
| Année | Open d'Australie (janvier) | Open d'Australie (janvier) | Internationaux de France | Internationaux de France | Wimbledon       | Wimbledon        | US Open         | US Open        | Open d'Australie (décembre) | Open d'Australie (décembre) |
| 1981  | n/a                        | n/a                        | -                        | -                        | 1er tour (1/64) | Tracy Austin     | 2e tour (1/32)  | Virginia Wade  | -                           | -                           |
| 1982  | n/a                        | n/a                        | -                        | -                        | -               | -                | 3e tour (1/16)  | Gretchen Rush  | 2e tour (1/16)              | C. Kohde-Kilsch             |
| 1983  | n/a                        | n/a                        | 1er tour (1/64)          | Corinne Vanier           | 1/4 de finale   | M. Navrátilová   | 1er tour (1/64) | Terry Phelps   | 2e tour (1/16)              | Alycia Moulton              |
| 1984  | n/a                        | n/a                        | 1er tour (1/64)          | Andrea Temesvári         | 1er tour (1/64) | Manuela Maleeva  | 3e tour (1/16)  | M. Navrátilová | -                           | -                           |
| 1985  | n/a                        | n/a                        | 2e tour (1/32)           | Carling Bassett          | -               | -                | 1er tour (1/64) | Helena Suková  | -                           | -                           |
| 1986  | n/a                        | n/a                        | 1er tour (1/64)          | Anne Smith               | 2e tour (1/32)  | Elizabeth Minter | 1er tour (1/64) | Tina Mochizuki | n/a                         | n/a                         |
| 1987  | 3e tour (1/16)             | Wendy Turnbull             | 1er tour (1/64)          | A. Villagrán             | -               | -                | -               | -              | n/a                         | n/a                         |

À droite du résultat, l’ultime adversaire.

### En double dames
| Année | Open d'Australie (janvier)  | Open d'Australie (janvier) | Internationaux de France     | Internationaux de France   | Wimbledon                    | Wimbledon                   | US Open                      | US Open                    | Open d'Australie (décembre)   | Open d'Australie (décembre) |
| 1981  | n/a                         | n/a                        | 1er tour (1/32) S. Rollinson | Rosie Casals Mima Jaušovec | 2e tour (1/16) S. Rollinson  | Sherry Acker Nina Bohm      | 1er tour (1/32) S. Rollinson | Bettina Bunge Kohde-Kilsch | -                             | -                           |
| 1982  | n/a                         | n/a                        | 2e tour (1/16) S. Rollinson  | M. L. Piatek Sharon Walsh  | 1er tour (1/32) S. Rollinson | Eva Pfaff Helena Suková     | 1er tour (1/32) S. Rollinson | Iva Budařová M. Skuherská  | 1er tour (1/16) Beverly Mould | Rosie Casals W. Turnbull    |
| 1983  | n/a                         | n/a                        | 1er tour (1/32) Rene Uys     | Leslie Allen Chris Evert   | 1er tour (1/32) Rene Uys     | C. Bassett Zina Garrison    | 1er tour (1/32) Rene Uys     | B. Gadusek Wendy White     | 2e tour (1/8) Henricksson     | B. J. King Sharon Walsh     |
| 1984  | n/a                         | n/a                        | 2e tour (1/16) Anne Minter   | B. Remilton Naoko Sato     | 1er tour (1/32) Rene Uys     | Mima Jaušovec Virginia Wade | 1er tour (1/32) Raschiatore  | Navrátilová Pam Shriver    | 2e tour (1/8) Y. Vermaak      | Navrátilová Pam Shriver     |
| 1985  | n/a                         | n/a                        | 3e tour (1/8) P. Teeguarden  | Penny Barg A. Villagrán    | 2e tour (1/16) Van Nostrand  | C. Monteiro Y. Vermaak      | 1er tour (1/32) Van Nostrand | Kathy Jordan E. Smylie     | -                             | -                           |
| 1986  | n/a                         | n/a                        | 1er tour (1/32) M. Casati    | Henricksson C. Jolissaint  | 1/4 de finale Van Nostrand   | H. Mandlíková W. Turnbull   | 1er tour (1/32) Van Nostrand | Steffi Graf G. Sabatini    | n/a                           | n/a                         |
| 1987  | 2e tour (1/8) Gretchen Rush | Navrátilová Pam Shriver    | 3e tour (1/8) Anne Minter    | G. Fernández Lori McNeil   | -                            | -                           | -                            | -                          | n/a                           | n/a                         |

Sous le résultat, la partenaire ; à droite, l’ultime équipe adverse.

### En double mixte
| Année | Open d'Australie (janvier), | Open d'Australie (janvier), | Internationaux de France | Internationaux de France | Wimbledon                   | Wimbledon              | US Open | US Open | Open d'Australie (décembre), | Open d'Australie (décembre), |
| 1984  | n/a                         | n/a                         | -                        | -                        | 1er tour (1/32) Jeremy Dier | N. Leipus Peter Doohan | -       | -       | n/a                          | n/a                          |

Sous le résultat, le partenaire ; à droite, l’ultime équipe adverse.

## Classements WTA

### Classements en simple en fin de saison
| Année | 1983 | 1986 | 1987 | 1988 |
| Rang  | 79   | 115  | 161  | 504  |

Source : (en) « Classements de Jennifer Mundel », sur le site officiel du WTA Tour

### Classements en double en fin de saison
| Année | 1986 | 1987 |
| Rang  | 71   | 115  |

Source : (en) « Classements de Jennifer Mundel », sur le site officiel du WTA Tour